# Nueva Derecha (Rumania)
Noua Dreaptă (en español: Nueva Derecha) es una organización ultranacionalista de extrema derecha de Rumanía y Moldavia, fundada en el año 2000. El partido afirma ser el sucesor de la Guardia de Hierro nacionalista, con una estética e ideología directamente influenciadas por el movimiento fascista y su líder, Corneliu Zelea Codreanu.

## Ideas
Los puntos defendidos por Noua Dreaptă son los siguientes:
- Unificación de Rumania y la República de Moldavia;
- Derechos de los rumanos en los departamentos de Harghita y Covasna, en su mayoría poblada por húngaros, así como la negación de la autonomía de estas regiones;
- Derechos de las minorías rumanas en los países vecinos;
- Educación de Jóvenes de espíritu nacionalista rumano como cristianos;
- La protección de los valores familiares y el rechazo de la homosexualidad;
- La promoción de los valores de la ortodoxia;
- Luchar contra la americanización y la globalización;
- Promoción de una Europa de las naciones integradas en el núcleo común de sus raíces cristianas.

Se puede añadir a este catálogo de un programa social más bien vago, que tiene por objeto limitar los excesos del capitalismo.